# Zola Budd
Zola Budd (Bloemfontein, 1966. május 26. –) dél-afrikai atléta.

## Egyéni legjobbjai
- 1500 méteres - 3:59,96 (1985)[4]
- 1 mérföld - 4:17,57 (1985)
- 3000 méteres - 8:28,83 (1985)
- 5000 méteres - 14:48,07 (1985)